# Transsylvanien

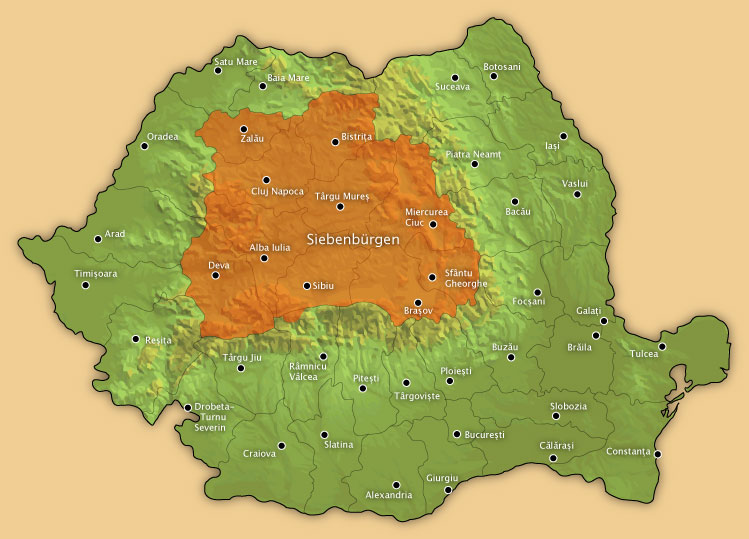
Historiska Transsylvanien/Siebenbürgen inom Rumänien.

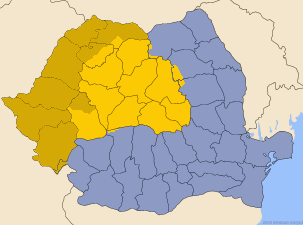
Transsylvanien markerad på en karta över dagens Rumänien, med gränserna för dagens rumänska distrikt inritade. Ljusgult motsvarar det historiska transsylvanska kärnlandet. Områdena i gulbrunt motsvarar Maramureş, Rumänska Crişana och det Rumänska Banatet och räknas ibland som del av Transsylvanien.

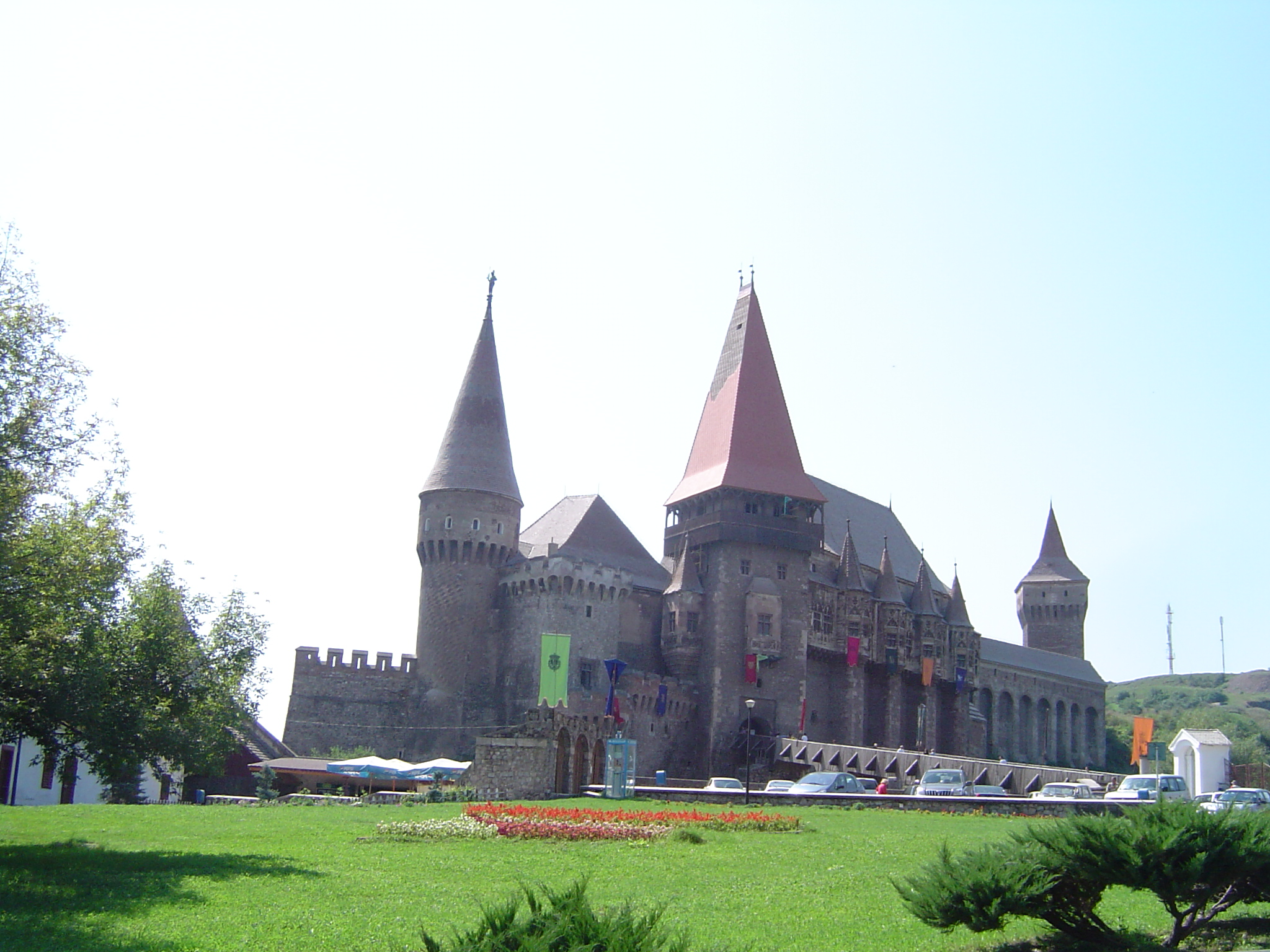
Hunyadiborgen i Vajdahunyad (Hunedoara), Rumänien.

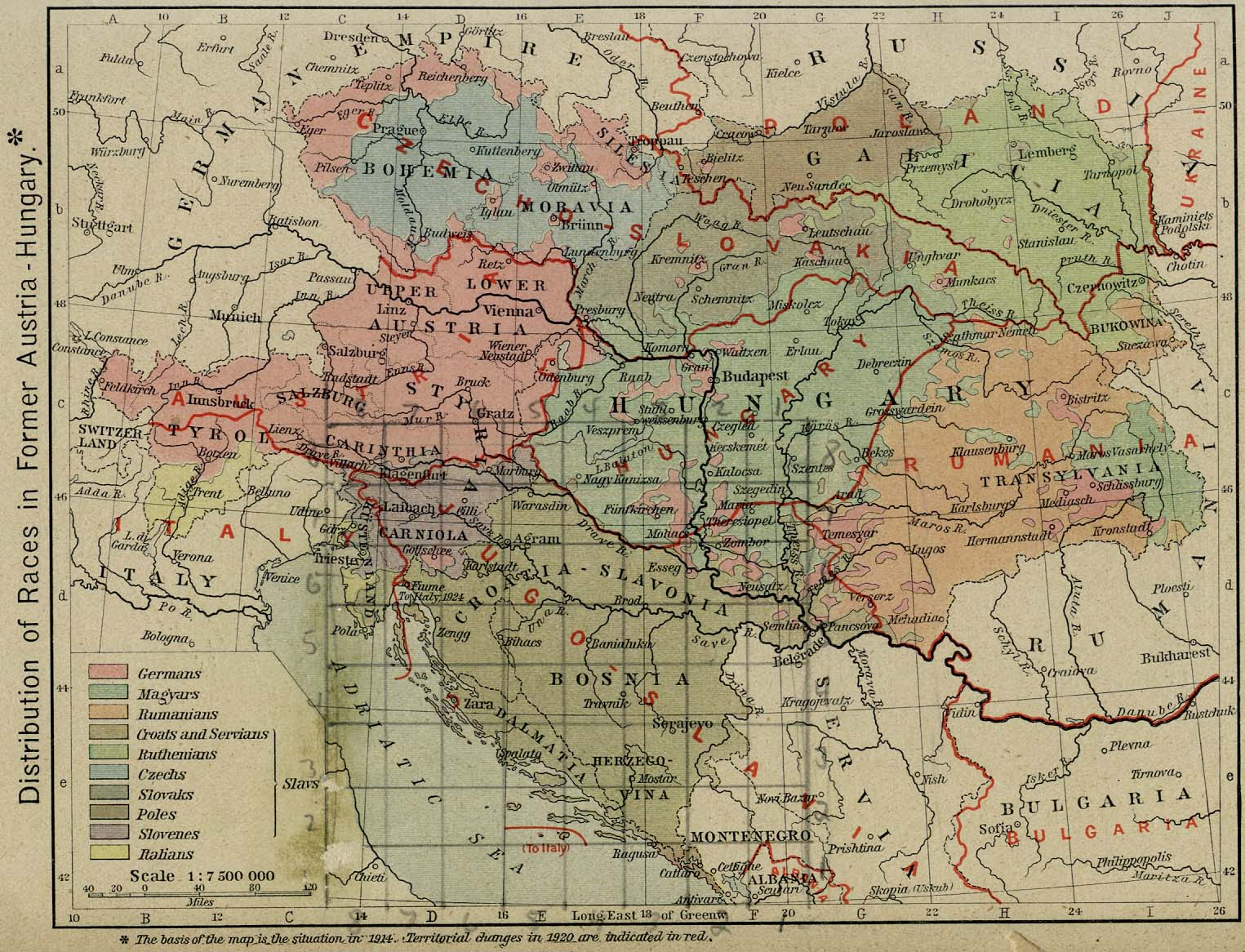
Det delade Ungern med befolkningsdata från 1910.

Transsylvanien är ett historiskt landskap i västra och norra Rumänien. Ibland räknas bara bergslandet till Transsylvanien, vilket då utesluter det västliga låglandet som vetter mot Ungern. Transsylvanien tillhörde tidigare Ungern.

## Namn och etymologi
Området omnämndes första gången i ett latinskt dokument år 1075 som ultra silvam, som betyder ’bortom skogen’. Formen Transsilvania, som betyder ’på andra sidan skogen’, kom senare men är det som i dag används på rumänska, Transilvania, och på många andra språk. Ibland stavas det med y i stället för i; på svenska skrevs namnet som Transilvanien ända fram till 1950-talet. 
Det ungerska namnet är Erdély, som kommer från Erdő-elve, ’skogslandet’. Samma ord har bland annat gett det alternativa rumänska Ardeal, liksom turkiska Erdel och serbiska Ердељ (Erdelj). 
Det tyska namnet Siebenbürgen betyder ’sju borgar’ och syftar på de sju siebenbürgensachsiska städerna i området. Det ordet har lånats till bland annat kroatiska, Sedmogradska, bulgariska Седмиградско (Sedmigradsko), polska Siedmiogród, jiddisch זיבנבערגן (Zibnbergn) och ukrainska Семигород (Semyhorod). 

## Geografi
Det territorium som idag är känt som Transsylvanien är (i den vidare betydelsen) uppdelat i 16 län (rumänska: județ), som täcker 102 181 km² i centrala och nordvästra Rumänien. Dessa 16 län är Alba, Arad, Bihor, Bistrița-Năsăud, Brașov, Caraș-Severin, Cluj, Covasna, Harghita, Hunedoara, Maramureș, Mureș, Sălaj, Satu Mare, Sibiu och Timiș. 
Transsylvanien är (i den snävare betydelsen) ett högland på 300–500 meters höjd, omgivet av berg på alla sidor (Karpaterna). Höglandet avvattnas av floderna Mureș, Someș, Criș och Olt, liksom av andra bifloder till Donau. Cluj-Napoca med 318 027 invånare är den största staden. Andra större städer är Timișoara (317 651 invånare), Brașov (283 901 invånare), Oradea (206 527 invånare), Arad (172 824 invånare), Sibiu (155 045 invånare), Târgu Mureș (149 577 invånare), Baia Mare (137 976 invånare) och Satu Mare (115 630 invånare).
Utfartsvägar åt väster öppnas genom Mureș och Someș floddalar, vilket förklarar de många föreningspunkterna mellan Transsylvaniens och Ungerns historia. 
Bergspasset Királyhágó mellan Bihar och Cluj brukar räknas som gräns mellan det historiska Transsylvanien och det egentliga Ungern. I öster är däremot Karpaternas bergsgräns så sluten att endast en järnvägslinje går över bergen (i Gyimespasset) till Moldau, och mot söder reser sig bergväggen (Transsylvanska alperna) ännu högre, även om två viktiga pass, Predeal- och Rotenturmpassen, där möjliggör järnvägsförbindelse med Valakiet. 
De våldsamma veckningar i jordytan, som under tertiärtiden lyfte upp Karpaterna och sänkte ungerska slätten, har lämnat spår efter sig även i Transsylvanien, dels i de talrika eruptiva bergmassorna Hargitta, Biharbergen, Vulkanbergen med flera, dels i rikedomen på termer, dels och slutligen i de gravsänkor, som bildar Transsylvaniens lägsta partier: Hermannstadt-sänkan, Hardttadalen och andra). Dessa sänkor utgör Transsylvaniens största slättbygder, och i dem förenas vattendragen från de kringliggande bergen. 
Det ungerska slättlandets stora flod Tisza har sin källa i Transsylvanien och alla floder härifrån (med undantag för Olt) flyter går upp i Tisza innan denna förenar sig med Donau.

## Ekonomi
Transsylvanien är rikt på mineraltillgångar, i synnerhet brunkol, järn, bly, mangan, guld, koppar, naturgas, salt och svavel. Det finns stora järn- och stålindustrier samt kemi- och textilindustrier. Kreatursuppfödning, jordbruk, vinodling och fruktodling är viktiga sysselsättningar. Timmer är en annan värdefull naturtillgång. 
Transsylvanien står för omkring 35 procent av Rumäniens BNP, och har en BNP per capita på motsvarande 11 500 USD, omkring 10 procent högre än genomsnittet i Rumänien.

## Demografi

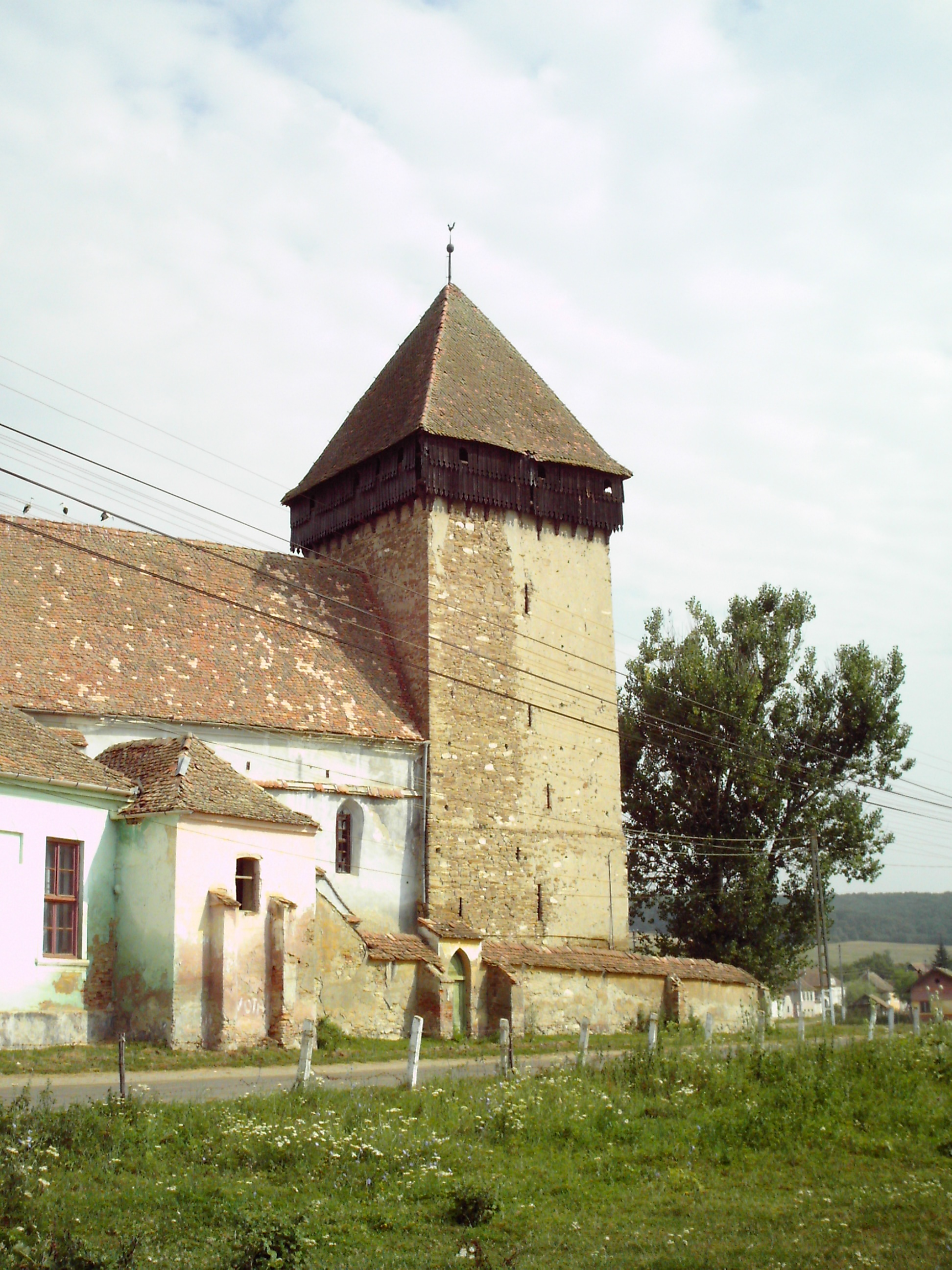
Historisk saxisk kyrka inom Rumänien.

Transsylvanien beboddes från 1200-talet och framåt av diverse tyska folkslag som till exempel saxare och teutoner. Saxarna kallades för Transsylvaniesaxare. Teutonerna emigrerade senare från Bistrița-Năsăud och österut till Neamț. Flera saxiska kyrkor etablerades runtom i Transsylvanien.
Vid folkräkningen 2002 hade området 7 221 733 invånare. Rumänerna är i majoritet men det finns kvar en stor ungersk minoritet (21 %), samt romer och tyskar med flera. 

### Minoriteter
Ungrarna utgör, enligt officiella siffror, cirka 21 procent av dagens transsylvanska befolkning. Totalt har Rumänien drygt 1,4 miljoner ungrare som utgör cirka 6,67 % av befolkningen.
Transsylvanien har även en betydande andel romer. De lever ofta vid sidan om det vanliga samhället, men anger ofta att de är antingen ungrare eller rumäner beroende på vilket språk de brukar i vardagen. 
Den tidigare stora tyskspråkiga befolkningen (cirka 10 %) har minskat alltsedan andra världskrigets slut. Under 1980-talet accelererade fördrivningen, men under senare år har en viss återflyttning av tyskspråkiga (framför allt pensionärer) ägt rum. En representant för denna krympande minoritet är 2009 års Nobelpristagare i litteratur Herta Müller.
Det finns (fanns) även grupper av judar, serber, kroater, slovaker, tjecker, armenier, greker och bulgarer i området.

## Historia

### Före romarna
Området som idag betecknas som Transsylvanien har varit hem för många folk. Herodotos berättade om folket agathyrsi, som ska ha levt norr om Donau under 400-talet f.Kr. och beträffande thrakerna skrev Herodotos att framför "det skytiska landet ligger Thrakien invid havet". Därefter kom kelterna och sedan dakerna. De flesta av dessa vandrade vidare eller blandades med andra folkgrupper. Den rumänska historieskrivningen lägger dock särskild vikt vid just dakerna och ett dakiskt kungarike som också inbegrep delar av Transsylvanien[källa behövs].
Augustus tvingade dakerna att erkänna romerska rikets överhöghet. De tog dock varje tillfälle att korsa floden Donau och härja i städerna i den romerska provinsen Moesia. Detta medförde i sin tur romerska straffexpeditioner.
Trajanus bestämde sig för att inkorporera området i romerska riket, och  ledde 101–102 ett fälttåg dit då han grundade provinsen Dacia. Decebalus blev kvar som klientkung i ett romerskt protektorat men snart ledde han ett nytt uppror. Trajanus andra fälttåg (105–106) slutade med total romersk seger; Decebalus begick självmord och den dakiska befolkningen utrotades helt (enligt historikern Eutropius).

### Under Rom
Därefter började ett ca 160 år långt romerskt styre i denna del av nuvarande Transsylvanien. Befolkningen ersattes med kolonister från olika romerska provinser (som Thrakien, Moesia, Nordmakedonien, Gallien och Syria) vilka byggde städer som Apulum (nuvarande Alba Iulia) och Napoca (nuvarande Cluj-Napoca) som municipia och coloniae. Romarna drev guld- och saltgruvor i provinsen och byggde vägar och fästningar för att skydda dessa. 
Efter Trajanus död gjorde befolkningen ofta uppror medan flera nya folkslag som sarmater och burer dök upp, ofta flyende undan de expanderande goterna, och tilläts att bosätta sig inom provinsen och snart blandades med befolkningen där. 
271 övergav romerske kejsaren Aurelianus Dacia på grund av ökat tryck från främst visigoterna. De romerska medborgarna flyttades till det inre av Moesia (dagens östra Serbien). Däremot stannade vanligt folk kvar – enligt Gesta Hungarorum, den ungerska medeltidskrönikan, var landet alltjämt befolkat när ungrarna anlände. Likväl var Dacia den sista provinsen Rom bildade, och den första det övergav.

### De stora folkvandringarnas tid
Efter ca 160 år blev provinsen Dacia åter "barbarernas" och städerna förföll.
Området behärskades nu av visigoterna tills de i sin tur trängdes undan och underkuvades av hunnerna 376. Attila upprättade sin bas på den pannoniska slätten som bestod till Attilas död 453. 
Efter att Attilas imperium sönderfallit kontrollerades Transsylvaniens territorium av resterna av olika stamförbund (alaner, gepider, longobarder, rukhs-aser) och vandaler m.fl. Ingen makt kunde utöva överhöghet över området under någon längre tid förrän de eurasiska avarerna upprättade sin militära kontroll. Avar-khanatet krossades sedan av protobulgarerna i början av 800-talet och Valakiet inkorporerades i det första bulgariska riket – kanske gällde detta även södra delen av Transsylvanien. 

### Magyarerna kommer
Transsylvaniens historia under den tidiga medeltiden är svår att fastställa på grund av den dåliga tillgången på tillförlitligt skriftligt eller arkeologiskt källmaterial. Det finns olika motstridiga teorier huruvida det runt år 900 över huvud taget fanns (efter ett ca 160 år långt romerskt styre) "en romaniserad dakisk befolkning", att detta skulle vara "rumänernas förfäder" och att de fortfarande levde i Transsylvanien (efter "total befolkningsutrotning", "total evakuering" till området söder om Donau och efter alla folkvandringar) vid tiden för magyarernas intåg i Pannoniska bäckenet i slutet av 800-talet. Dessa hypoteser används ofta av chauvinister för att stödja nationalistiska anspråk. Den första prinsen av Transsylvanien var Gelou (Gyula). Efter Gelous död (904) och efter freden i Esculeu blev ungraren Tuhutum hertig av Transsylvanien.
Enligt vissa källor kom ungrarna i minst två vågor, den första av dem långt före 895, och stannade upp just i Transsylvanien och gav upphov till de ungersktalande szeklerna i sydvästra delen av landet.
År 978 upprättades en kyrka av katolska missionärer i en fästning nära Várad (Oradea).

### Del av kungariket Ungern
År 1000 svor Stefan, furste av Ungern, trohet till Rom, och blev kung Stefan I av Ungern. Han antog katolicismen och genomförde kristnandet av ungrarna. Stefans morbror Gyula, härskaren över Transsylvanien, retade upp den nye kungen genom att ge fristad åt hans motståndare. Gyula behöll också kontrollen över de ekonomiskt viktiga transsylvanska saltgruvorna. 1003 ledde Stefan en armé in i Transsylvanien och Gyula gav upp utan strid. Detta möjliggjorde upprättandet av den transsylvanska katolska biskopsstyrelsen som slutfördes 1009 med att biskopen av Ostia som påvens utsände besökte Stefan. Tillsammans godkände de stiftens uppdelning och gränser. De ungerska kungarnas överhöghet över Transsylvanien befästes på 1100- och 1200-talen.
På 1100-talet var szeklerna etablerade som gränsvakter i östra och sydöstra Transsylvanien.
Under 1100- och 1200-talen bosatte sig tyska nybyggare i områdena i söder och nordöst. Tyskarna kallades och kallas fortfarande saxare. Siebenbürgen, det tyska namnet för Transsylvanien, härstammar från de sju huvudsakliga befästa städer som dessa transsylvanska saxare grundade. Det tyska inflytandet blev mer påfallande när tidigt på 1200-talet kung Andreas II av Ungern kallade in Tyska orden för att skydda Transsylvanien i Burzenland från kumanerna, som 1241 åtföljdes av mongolerna. Kumanerna konverterade till katolicismen och sökte skydd i Transsylvanien efter att de blivit besegrade av mongolerna. Erzsebet, en kumansk prinsessa, gifte sig med Stefan V av Ungern 1254.
Administrationen av Transsylvanien sköttes av en vajda, som vid mitten av 1200-talet hade kontroll över hela området. 
Efter underkuvandet av Budai Nagy Antal-revolten 1437 baserades det politiska systemet på Unio Trium Natiorum (De tre nationernas enhet). Samhället delades in i tre privilegierade nationer, adeln (mestadels ungrare), szeklerna och de saxiska borgarna. Dessa nationer motsvarade lika mycket en social och religiös uppdelning som en etnisk. Rumänerna var ortodoxa och hade rätt att äga jord eller ingå i adeln endast efter att ha konverterat till katolicismen.[källa behövs] Dock utvecklades den rumänska kulturen under denna period, exempelvis trycktes den första rumänska boken här. 
En nyckelfigur i Ungern, som framträdde i Transsylvanien under första hälften av 1400-talet, var János Hunyadi, som kom från en magyariserad rumänsk eller serbisk familj. Hunyadi tilldelades många gods och en plats i det kungliga rådet för sina tjänster åt Sigismund, tysk-romersk kejsare och ungersk kung. Han belönades 1440 med befälet för borgen Nándorfehérvár (dagens Belgrad) och vojvodskapet av Transsylvanien. Hans senare bedrifter mot Osmanska riket gav honom ytterligare ställning som Ungerns riksföreståndare 1446 och påvligt erkännande som furste av Transsylvanien 1448. Hans son Mátyás blev kung som Mattias Corvinus av Ungern.

### Furstendömet Transsylvanien
När den ungerska huvudarmén och kung Ludvig II Jagiello dog i strid med osmanerna i slaget vid Mohács 1526 utnyttjade Transsylvaniens härskare János Szapolyai sin militära styrka och utnämnde sig själv till ledare för det nationalistiska ungerska partiet. De motsatte sig att Ferdinand av Österrike (senare kejsar Ferdinand I) ärvde den ungerska tronen. Under namnet János I valdes han till kung av Ungern, men ett rivaliserande parti erkände Ferdinand. I striderna som följde på detta erhöll Szapolyai sultan Suleiman I:s stöd. Efter Szapolyais död 1540 invaderade Suleiman centrala Ungern under förevändningen att skydda dennes son János II. Ungern var nu delat i tre delar: Västra Ungern under österrikisk kontroll, centrala Ungern under turkisk kontroll och det halvt självständiga Transsylvanien där österrikiskt och turkiskt inflytande tävlade om makten i nära två århundraden.
Transsylvanien var nu utanför den katolska kyrkans sfär och Luthers och Calvins läror predikades allt mer. 1563 utsågs Giorgio Blandrata till hovläkare, och hans radikala religiösa idéer fick allt större inflytande både över den unge kung János II och den kalvinistiska biskopen Frans David. Med tiden blev de båda konverterade till hans unitaristiska lära. Under en formell offentlig debatt besegrade Frans David kalvinisten Peter Melius. Som ett resultat av detta antogs 1568 ediktet i Turda, i vilket individuell religionsfrihet garanterades. Detta var den första legala garantin av religionsfrihet i det kristna Europa.
Efter János II:s död 1571 tog huset Báthory makten över Transsylvanien. De styrde Transsylvanien som prinsar under osmansk överhöghet och även en kort tid under Habsburg, fram till 1602. István Báthory, en ungersk katolik som senare blev kung Stefan Batory av Polen, förband sig att upprätthålla den religionsfrihet som gavs i ediktet i Turda, men tolkade sin förpliktelse på ett alltmer begränsat sätt. Under den senare delen av Báthorysläktens styre, mest under Zsigmond Báthory som var regent i tre perioder, skedde en fyrsidig konflikt i Transsylvanien mellan transsylvanerna, österrikarna, osmanerna och vojevoden av Valakiet.
Vojvoden Mikael II av Valakiet ("den tappre") bröt in i Transsylvanien hösten 1599 och fick med hjälp av uppviglade szekler en kortvarig kontroll över landet. Fursten Andreas Báthory blev mördad av szeklerna som hoppades återfå sina gamla privilegier med Mikaels hjälp. Mikael blev furste av Transsylvanien 1599-1600 och erövrade även Moldavien 1600. På så sätt förenades i princip de tre furstendömena Valakiet, Moldavien och Transsylvanien (de tre huvudsakliga delarna av dagens Rumänien - därav det stora rumänska intresset för detta). Snart blev han dock besegrad i alla "sina länder" och till sist undanröjd av sin allierade, den habsburgske generalen Giorgio Basta i augusti 1601. Basta underkuvade Transsylvanien 1604 och inledde ett skräckvälde i vilket han gavs rätt att beslagta adelsmäns jord, förtyska befolkningen och återinföra katolicismen i furstendömet genom motreformationen. 
Från 1604 till 1606 ledde den kalvinistiske stormannen av Bihar län Stefan Bocskai ett lyckat uppror mot Österrikes herravälde. Bocskai valdes till furste av Transsylvanien den 5 april 1603 och furste av Ungern två månader senare. De två huvudsakliga bedrifterna under Bocskais korta regentskap (han dog 29 december 1606) var freden i Wien (23 juni 1606) och vapenstilleståndet i Zsitvatorok (november 1606). Genom freden i Wien vann Bocskai religionsfrihet och politisk autonomi, återlämnande av alla konfiskerade egendomar, återkallande av alla orättfärdiga domar och en fullständig retroaktiv amnesti för alla ungrare i kungliga Ungern, samt erkännande som oberoende suverän furste av ett utvidgat Transsylvanien. Nästan lika viktig var den tjugoåriga vapenvilan i Zsitvatorok, som framförhandlades av Bocskai mellan kejsaren och sultanen.

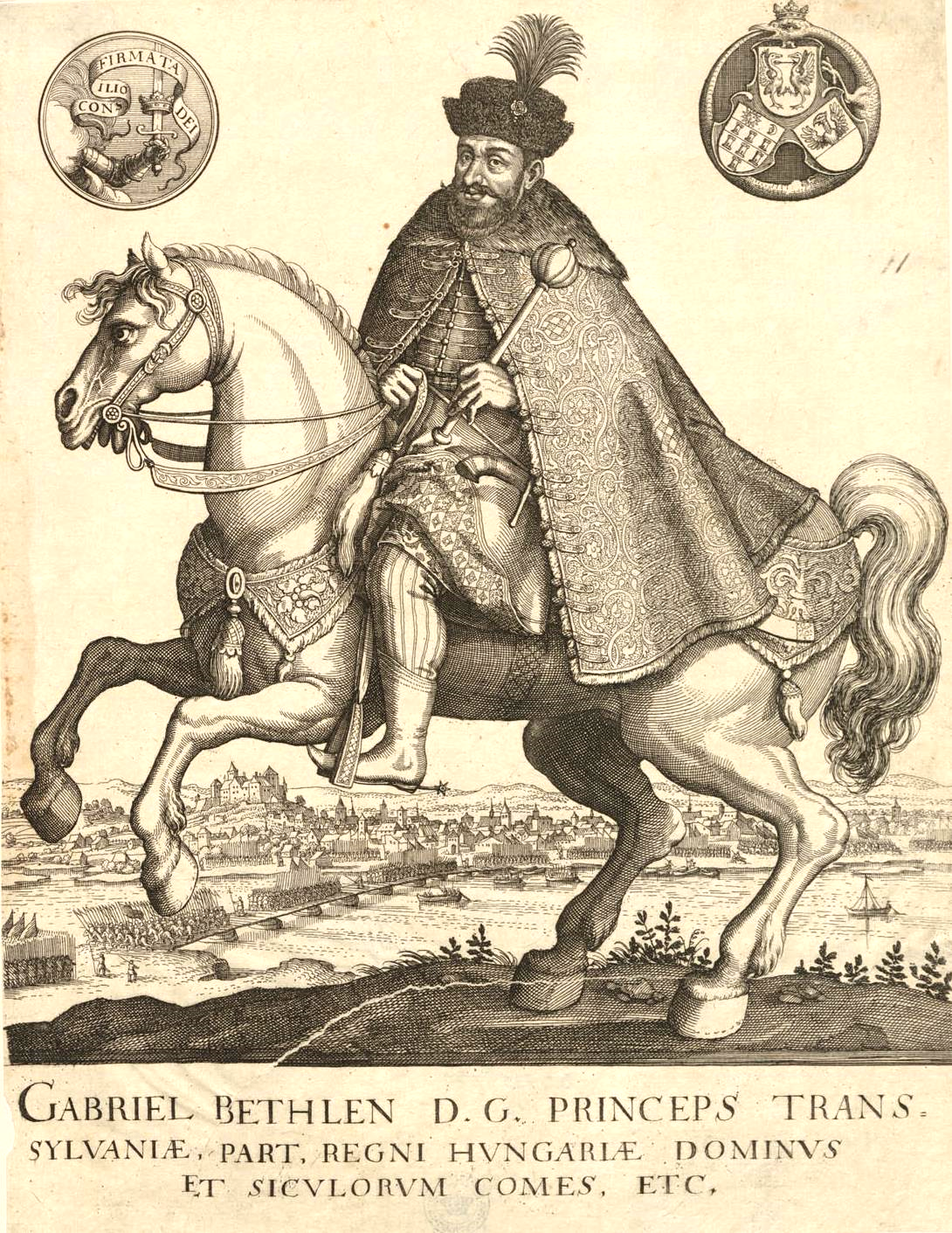
Gabriel Bethlen

Under Bocskais efterträdare hade Transsylvanien sin guldålder, särskilt under regenterna Gabriel Bethlen och Georg I Rákóczi. Bethlen (ung. Bethlen Gábor), som regerade från 1613 till 1629, slog hela tiden tillbaka försök från kejsaren att förtrycka eller kringgå hans undersåtar, och fick rykte om sig internationellt genom att kämpa för protestantismens sak. Tre gånger förde han krig mot kejsaren, två gånger utropades han till kung av Ungern, och genom freden i Nikolsburg (31 december 1621) lyckades han få en bekräftelse av fördraget i Wien åt protestanterna, och åt sig själv sju ytterligare län i norra Ungern. 
Bethlens efterträdare, Georg I Rákóczi (ung. Rákóczi György), var lika framgångsrik. Hans främsta bedrift var freden i Linz (16 september 1645), den ungerska protestantismens sista politiska triumf, där kejsaren tvingades åter bekräfta artiklarna i freden i Wien. Gabriel Bethlen och Georg I Rákóczi gjorde också mycket för utbildning och kultur. De lade mycket resurser på att försköna sin huvudstad Gyulafehérvár (Alba Iulia, Weißenburg), som blev protestantismens främsta fäste i Östeuropa. Under deras regentskap var Transsylvanien också ett av de få europeiska länder där katoliker, kalvinister, lutheraner och unitarier levde i ömsesidig tolerans. Ortodoxa rumäner blev emellertid förnekade lika rättigheter. Trots löften från Inochentie Micu-Klein, en rumänsk grekisk-katolsk biskop, fick inte de rumäner som konverterade till katolicismen nationsställning.

### Österrikiskt styre
Efter att osmanerna besegrats i slaget vid Wien 1683 började habsburgarna gradvis tvinga på sitt styre på det tidigare självstyrande Transsylvanien. Förutom att stärka centralregeringen och administrationen främjade habsburgarna också den romersk-katolska kyrkan, både som en enande kraft och som ett instrument för att minska den protestantiska adelns inflytande. Genom att skapa en konflikt mellan protestantiska och katolska element hoppades habsburgarna kunna försvaga ständerna. Dessutom försökte de övertyga ortodoxa kyrkomän att gå med i den unierade (grekisk-katolska) kyrkan, som godkände fyra viktiga punkter i katolsk doktrin och erkände påvens auktoritet samtidigt som den behöll ortodoxa ritualer och traditioner. 
Furst Ferenc Rákóczi II ledde ett uppror mot Habsburgarna (Rákócziupproret) 1703-1711. Hans kurucer tog tidvis kontroll över olika delar av Ungern, men besegrades till slut. Rákóczi tvingades i exil och levde länge i Turkiet, i väntan på tillfälle att återvända, men dog till slut där 1735.
Från 1711 och framåt stärktes Österrikes kontroll över Transsylvanien och furstarna ersattes av österrikiska styresmän. Instiftandet(1765) av Transsylvanien som storfurstendöme var bara en formalitet. Trycket från Österrikes byråkratiska styre urholkade gradvis Transsylvaniens traditionella oberoende. 1791 petitionerade rumänerna till kejsar Leopold II om att bli erkända som den fjärde "nationen" i Transsylvanien, men Transsylvaniens riksdag förkastade detta.

### Revolution och frihetskrig, 1848-1849 och därefter
Tidigt under 1848 tog Ungerns riksdag det tillfälle som bjöds av revolutionen att genomföra ett omfattande program för reformlagstiftning, som kallas aprillagarna, vilka också innehöll förberedelse för en förening av Transsylvanien med Ungern. Rumänerna i Transsylvanien välkomnade till en början revolutionen i tron att de skulle dra fördel av de liberala reformerna. Emellertid bytte de inställning och ställde sig på österrikarnas sida på grund av den transsylvanska adelns motstånd mot reformer, samt de ungerska revolutionära ledarnas motvilja att erkänna rumänska nationella intressen. En rumänsk nationell församling i Blaj i mitten av maj upprättade sitt eget revolutionära program där man efterfrågade proportionerlig representation av rumäner i Transsylvaniens riksdag och ett slut på socialt och etniskt förtryck. Saxarna var oroade från början av idén om en union med Ungern, eftersom de fruktade att de skulle mista sina traditionella privilegier. När Transsylvaniens riksdag möttes 29 maj forcerades en omröstning för att bilda en union, trots många saxiska ledamöters motstånd. Den 10 juni godkände kejsaren riksdagens beslut om union. I september 1848 förkastade en annan rumänsk församling i Blaj unionen med Ungern och förespråkade ett väpnat uppror i Transsylvanien. 
Krig bröt ut i november där rumänska och saxiska trupper under österrikiskt befäl bekämpade ungrarna som leddes av den polske generalen Józef Bem. Inom fyra månader hade Bem kört ut österrikarna från Transsylvanien. I juni 1849 svarade dock tsar Nikolaj I av Ryssland på en begäran från kejsaren Frans Josef om att skicka ryska trupper till Transsylvanien. Efter inledande framgångar mot ryssarna besegrades Bems armé definitivt i slaget vid Temesvár (Timișoara) den 9 augusti. Därefter kapitulerade Ungern. 
Efter att ha krossat revolutionen införde Österrike en repressiv regim i Ungern och styrde Transsylvanien direkt genom en militär styresman. Tyska blev åter officiellt språk. Österrike avskaffade Unionen av Tre Nationer och gav medborgarskap åt rumänerna. Även om de tidigare livegna mottog jord från de österrikiska myndigheterna räckte denna ofta knappt till för livets nödtorft. De fattiga förhållandena tvingade många rumänska familjer att korsa gränsen till Valakiet eller Moldavien för att söka bättre liv.

### I dubbelmonarkin Österrike-Ungern
Efter den stora kompromissen (Ausgleich) mellan ungrarna och österrikarna, som 1867 upprättade dubbelmonarkin Österrike-Ungern, upphörde Transsylvaniens särskilda ställning. Landet industrialiserades i snabb takt och snart band järnväg ihop "periferin" med landets centrum Budapest, men också med varandra genom en ringjärnväg som gick i utkanterna av Slättlandet. Ungerskan blev nu huvudspråket (istället för tyskan och latinet i administrationen). Detta upplevde många tyskar och rumäner m.fl. som orättvist, och kallade för "magyarisering". 
Under denna period bestod det "egentliga Transsylvanien" av 15 län (ungerska: megye), med en yta på 102.181 km² i sydöstra delen av det tidigare Kungariket Ungern. De tidigare ungerska länen var Alsó-Fehér, Beszterce-Naszód, Brassó, Csík, Fogaras, Háromszék, Hunyad, Kis-Küküllő, Kolozs, Maros-Torda, Nagy-Küküllő, Szeben, Szolnok-Doboka, Torda-Aranyos och Udvarhely. Idag är det egentliga Transsylvanien uppdelat bara i 9 län: Alba, Bistrița-Năsăud, Brașov, Cluj, Covasna, Harghita, Hunedoara, Mureș och Sibiu.

### Första världskriget
Fastän kung Ferdinand I av Rumänien var en Hohenzollern förblev Rumänien neutralt när första världskriget bröt ut. Men 1916 gick Rumänien plötsligt med i trippelententen mot att de lovade stödja Rumäniens anspråk på ungerska områden. Rumänien förklarade så krig mot centralmakterna den 27 augusti 1916 och bröt in i Transsylvanien. Därmed tvingade de centralmakterna att strida på ytterligare en front. En tysk-bulgarisk motoffensiv började följande månad i Dobrudzja och i Karpaterna, som drev tillbaka Rumäniens armé till Rumänien i mitten av oktober och slutligen ledde till att Bukarest intogs. När Ryssland drog sig ur kriget i mars 1918, vid freden i Brest-Litovsk, stod Rumänien ensamt i Östeuropa, och ett fredsfördrag mellan Rumänien och Tyskland förhandlades fram i maj 1918. Freden i Bukarest, som blev resultatet, blev aldrig ratificerad i Rumänien och sades upp i oktober 1918 av Rumäniens regering, som sedan återinträdde i kriget på trippelententens sida. Rumäniens armé avancerade till floden Mureș i Transsylvanien.

### En stor del av Ungern blir del av Rumänien
Hösten 1918 höll centralmakterna på att förlora kriget, Österrike-Ungern hade börjat falla sönder och ett oberoende ungersk republik hade utropats. 
I december 1918 hade den rumänska armén trängt sig i landet och väntade vid floden Mureș. Nu överskred den demarkationslinjen som Ententen bestämde, och avancerade upp till Cluj (Kolozsvár) och sedan upp till Sighet, efter att ha framfört en begäran till segrarmakterna i Versailles med motiveringen att "skydda rumänerna" i Transsylvanien.
Premiärministern i den nyligen utropade självständiga republiken Ungern avgick i mars 1919, då han vägrade erkänna Versaillesfördraget som, redan innan ett fredsavtal med Ungern var undertecknat, gav Transsylvanien till Rumänien. När kommunistpartiet i Ungern, lett av Béla Kun, kom till makten i mars 1919, utropade det den Ungerska rådsrepubliken. Detta gjorde ett försök att återta ungerska områden som redan var ockuperade av Tjeckien och Rumänien. Efter Rådsrepublikens sammanbrott ockuperade den rumänska armén även huvudstaden Budapest i augusti 1919. Paramilitära rumänska styrkor plundrade de av Rumänien ockuperade delarna av Ungern. Den rumänska armén drog sig senare tillbaka till det som blev gränsen mellan Ungern och Rumänien enligt Trianonfördraget (undertecknat i juni 1920) på Ententens uppmaning. Efter första världskriget fördrevs ca 350 000 ungrare från Transsylvanien. Ungrares egendomar och mark konfiskerades, etniska ungrare sparkades från officiella poster.  

### Transsylvanien som del av Rumänien
Den gamla Rumäniens kung (sedan 1914) Ferdinand I av Rumänien och drottning Maria av Rumänien kröntes 1922 i Transsylvaniens gamla huvudstad Alba Iulia/Gyalafehérvár till "alla rumäners konung".

### Under andra världskriget

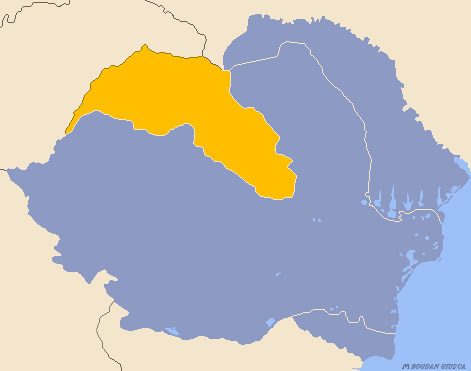
Norra delen av Transsylvanien återfördes till Ungern 1940.

Först i augusti 1940, och med tyska påtryckningar, lyckades Ungern återfå den norra halvan av Transsylvanien, med de flesta av ungrarna, genom den andra Wienskiljedomen. Lagom till att båda länderna (Ungern och Rumänien) skulle gå med i kriget på Tysklands sidan, när Tyskland anföll Sovjetunionen juni 1941.

### Efter kriget, kommunisteran
Parisfreden 1947 efter slutet på andra världskriget upphävde Wienskiljedomen och territoriet i norra Transsylvanien återfördes till Rumänien. Gränserna mot Ungern efter andra världskriget blev de samma som fastställdes i Trianonfördraget 1920. 
Under denna tid fortsatte andra nationaliteter (än den ungerska) att trängas tillbaka. Under Ceauşescus styre påbörjades en omfattande etnisk manipulering, då man tvångsförflyttade etniska moldavier från den moldaviska delen av Rumänien främst till områden med betydande ungerska eller tyska minoriteter. I till exempel Cluj utgjorde den ungerska etniciteten 58 % 1948, men bara 23 % 1992 och minskade till 19 % 2002.:
Utöver partiell etnisk rensning bidrog till detta utformningen av reformer regimen drev (jordreform, skolreform, administrativ reform, industrialisering, urbanisering). Numera är den tyska minoriteten nästan utraderad.

### Den rumänska revolutionen 1989, och sedan dess

Den rumänska revolutionens flagga, inspirerad av Ungernrevolten 1956.

Den rumänska revolutionen 1989 utspelades till stor del i Transsylvanien. Förutom det allmänna förtrycket spelade minoritetspolitiken en stor roll i denna. En av de ledande gestalterna var den ungerska reformerta prästen László Tőkés i Temesvár (Timișoara), som idag är representant i Europaparlamentet.

### Övrigt

#### Historisk befolkningsstatistik
| År   | ---Totalt--- | Rumäner | Ungrare | Tyskar             |
| ---- | ------------ | ------- | ------- | ------------------ |
| 1713 | 860 000      | 34%     | 47%     | 10%                |
| 1869 | 4 224 436    | 59%     | 25%     | 9,5%[källa behövs] |
| 1880 | 4 032 851    | 57%     | 26%     | 9,0%               |
| 1890 | 4 429 564    | 56%     | 27,1%   | 12,5%              |
| 1900 | 4 840 722    | 55%     | 29,5%   | 11,9%              |
| 1910 | 5 262 495    | 53,7%   | 31,6%   | 10,7%              |
| 1919 | 5 259 918    | 57,1%   | 26,5%   | 9,8%               |
| 1920 | 5 208 345    | 57,3%   | 25,5%   | 10,6%              |
| 1930 | 5 114 214    | 58,3%   | 26,7%   | 9,7%               |
| 1941 | 5 548 363    | 55,9%   | 29,5%   | 9%                 |
| 1948 | 5 761 127    | 65,1%   | 25,7%   | 5,8%               |
| 1956 | 6 232 312    | 65,5%   | 25,9%   | 6%                 |
| 1966 | 6 736 046    | 68%     | 24,2%   | 5,6%               |
| 1977 | 7 500 229    | 69,4%   | 22,6%   | 4,6%               |
| 1992 | 7 723 313    | 75,3%   | 21%     | 1,2%               |

[källa behövs]

#### Transsylvaniens vapensköld

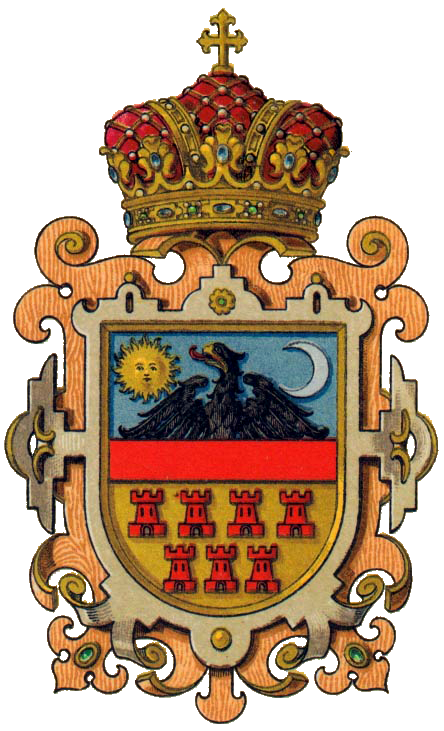
Transsylvaniens vapensköld.

Transsylvaniens vapensköld har tre delar:
- en lammgam (en skäggig gam som representerar den medeltida adeln) med solen och månen (som båda representerar szeklerna) mot en blå bakgrund
- ett rött tvärband
- sju röda torn mot gul bakgrund som representerar de transsylvanska saxarnas sju borgar

## Turistmål
- De medeltida städerna Alba Iulia, Cluj-Napoca, Sibiu och Sighișoara
- Staden Brașov och den närliggande skidorten Poiana Brașov
- Staden Hunedoara med 1300-talsborgen Hunyadiborgen
- Byar med befästa kyrkor i Transsylvanien
- Träkyrkorna i Maramureșområdet
- De dakiska forten i Orăştiebergen, inklusive Sarmizegetusa
- De saxiska befästa kyrkorna
- Szeklerlandet (Székelyföld/Secuimea)
- Mezőség-/Câmpia Transilvaniei-området i Cluj/Kolozs län

## Kultur
- Endre Ady, ungersk poet, född i Érmindszent
- János Apáczai Csere, ungersk författare och pedagog
- János Arany, ungersk poet
- Gábor Áron, ungersk anti-Habsburg-revolutionär
- Béla Bartók, ungersk kompositör, född i Nagyszentmiklós
- István Báthory, ungersk adelsman och guvernör över Transsylvanien
- Lucian Blaga, rumänsk poet, dramatiker och filosof
- István Bocskai, ungersk guvernör över Transsylvanien
- János Bolyai, ungersk matematiker född i Kolozsvár
- Farkas Bolyai, ungersk matematiker född i Kolozsvár
- Sámuel Brassai, ungersk lärare, musiker och konstnär
- Sándor Bölöni Farkas, ungersk författare
- Johannes Honter, renässanshumanist och reformator
- Mátyás Hunyadi, ungersk renässanskung född i Kolozsvár
- János Hunyadi, ungersk militär, statsman och nationalhjälte
- Avram Iancu, rumänsk nationalist
- Károly Kós, ungersk arkitekt och författare
- György Kurtág, ungersk kompositör
- Ferenc Kölcsey, ungersk poet och författare av nationalsången
- Sándor Kőrösi Csoma, ungersk utforskare och forskare
- György Ligeti, ungersk kompositör
- Béla Lugosi, ungersk skådespelare
- Kelemen Mikes, ungersk författare
- Péter Pázmány, ungersk teolog och författare
- György Székely Dózsa, ungersk bondeupprorsledare
- Sándor Veress, ungersk kompositör
- Albert Wass, ungersk författare
- Miklós Wesselényi, ungersk politiker och författare

## Övrigt
- Området är i västvärlden känt för att vara Draculas hem eftersom personen som den litterära figuren baseras på, Vlad III Dracula, föddes här. Dracula regerade dock över Valakiet, inte Transsylvanien.